# Natalie Dormer
Natalie Richards Dormer  (Reading, 11 de fevereiro de 1982) é uma atriz britânica. Conhecida pela versatilidade, seus papeis em filmes de época, sucessos de bilheteria, filmes independentes, além de seu trabalho em proeminentes séries de televisão. Seus prêmios incluem ganhar um Empire Awards e receber indicações para um Critics' Choice Award, dois Gemini Awards e dois Screen Actors Guild Awards. conhecida por interpretar Margaery Tyrell na série de televisão "Game of Thrones" da HBO e Ana Bolena na série de televisão de "The Tudors" da Showtime.
Dormer teve seu sucesso interpretando o papel de Ana Bolena na série The Tudors (2007–08) da Showtime, que lhe rendeu grande aclamação. Ela fez sua estreia no palco em Sweet Nothings (2010) e interpretou a Duquesa de York no filme WE (2011) de Madonna e a Soldado Lorraine em Capitão América: O Primeiro Vingador (2011). Dormer então ganhou atenção internacional por interpretar Margaery Tyrell na série Game of Thrones da HBO (2012–2016), pela qual recebeu aclamação critica e do publico, e Cressida nas duas últimas partes da franquia Jogos Vorazes (2014–2015), que são seus filmes de maior bilheteria. Ela também interpretou Irene Adler / Moriarty na série Elementary (2013–15) da CBS e Sara Price/Jess Price em The Forest (2016), e dublou Onica na série The Dark Crystal: Age of Resistance (2019). Ela recebeu elogios por seu papel principal na minissérie Penny Dreadful: City of Angels (2020).

## Biografia
filha de Gary Dormer e Claire Richards, e irmã de Mark e Samantha. Ela é de ascendência inglesa, norueguesa, galesa, e irlandesa. Natalie estudou na escola secundária Chiltern Edge, antes de passar a Reading Blue Coat School. Durante o período estudantil, ela formou-se em dança na Escola de Dança Allenova, antes de se formar na Academia de Arte Dramática Webber Douglas, localizada na cidade inglesa de Londres. Ela também é membra da Academia de Esgrima de Londres. Natalie disse que sofria de bullying durante a sua infância.
Natalie tem dois irmãos, chamados: Samantha Dormer e também Mark Dormer.

## Carreira de atriz
É uma cantora de mezzo soprano. Fala francês. Em 2005, Natalie estreou como a personagem Victoria no filme "Casanova". Após este desempenho, ela obteve participações em três filmes da Touchstone Pictures.
Em 2007 e 2008, ela desempenhou o papel da rainha Ana Bolena, em duas temporadas, na série de televisão de "The Tudors" da Showtime.
Entre 2012 e 2016, interpretou a Lady de nascimento e depois rainha consorte Margaery Tyrell na série de televisão "Game of Thrones" da HBO, onde contracena principalmente ao lado de Lena Headey, Jack Gleeson e Dean-Charles Chapman.
Em 2013, ela interpretou Irene Adler/Moriarty, na primeira temporada da série de televisão "Elementary". E foi confirmada que ela irá voltar para segunda temporada.
Em 2016, atuou como gêmeas idênticas no filme de terror e suspense "The Forest", ambientado na floresta japonesa de Aokigahara.
Em 2016 para 2017, apareceu no filme "Patient Zero".

### 2005–2011: Primeiros trabalhos e avanços
Seis meses após se formar na Webber Douglas, Dormer ganhou o papel de Victoria em Casanova. Sua estreia no cinema foi lançada em 2005. O diretor, Lasse Hallström , ficou tão impressionado com o timing cômico de Dormer que pediu ao roteirista que expandisse sua parte. Em 2005, Dormer teve um pequeno papel em Distant Shores. Após as filmagens de Casanova , Dormer ficou desempregada por 10 meses, o que ela atribui à "má representação". Ela foi contratada para um filme independente, embora o financiamento tenha causado atrasos. Removida do circuito de audições, Dormer trabalhou como garçonete e na entrada de dados. Ela diz que sua fase de desempregada "foi a melhor lição". 
Em 2007 e 2008, Dormer interpretou Ana Bolena nas duas primeiras temporadas de The Tudors, pelas quais recebeu críticas altamente positivas.  Em 2008, Dormer interpretou Moira Nicholson em Marple de Agatha Christie e apareceu no filme City of Life. A aparição de Dormer em Marple foi ao ar nos EUA no verão de 2009 como parte da série de antologia Masterpiece Mystery da PBS. Também naquele ano, ela apareceu em Incendiary , mas suas cenas foram cortadas do filme final. Após Marple , Dormer passou a filmar alguns novos papéis, incluindo a Duquesa de York no filme WE de Madonna , Soldado Lorraine em Capitão América: O Primeiro Vingador e Niamh Cranitch no drama da corte da BBC Silk. Ela retornou a The Tudors como Ana Bolena em uma sequência de sonho para a quarta e última temporada em meados de 2010.
Em março de 2010, Dormer estreou no teatro Young Vic em Londres como Mizi na peça Sweet Nothings. No The Observer, a crítica teatral a elogiou assim como as performances do elenco e escreveu, ela recebeu uma recomendação por sua performance no Ian Charleson Awards 2010.

### 2012–2016: Reconhecimento internacional e aclamação
De 2012 a 2016, Dormer interpretou Margaery Tyrell na série de TV de fantasia da HBO Game of Thrones. Ela recebeu reconhecimento internacional pelo papel e recebeu aclamação da crítica por sua atuação. Dormer, junto com o resto do elenco, foi indicada a quatro prêmios Screen Actors Guild de Melhor Performance de Elenco em Série Dramática em 2012, 2014, 2015 e 2016, e o elenco recebeu o Empire Hero Award em 2015 pela revista britânica Empire. Por sua atuação na terceira temporada do programa, Dormer ganhou o Prêmio Ewwy de Melhor Atriz Coadjuvante - Drama.
Em março de 2012, Dormer trabalhou no Young Vic para interpretar o papel-título em After Miss Julie, de Patrick Marber. Sua atuação foi aclamada.

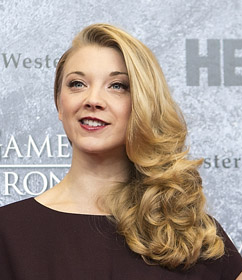
Dormer em 2013

Em março de 2013, ela interpretou Lady Door na peça de rádio Neverwhere, baseada no romance de Neil Gaiman. Mais tarde naquele ano, ela apareceu no drama de corrida de carros Rush e no thriller The Counselor. Ela apareceu em A Long Way From Home. Em 2013, Dormer interpretou Irene Adler nos três episódios finais da primeira temporada da série Elementary da CBS ; ela reprisou o papel na segunda temporada. Um comunicado à imprensa de novembro de 2014 disse que Dormer estrelaria como a escandalosa nobre do século XVIII Lady Worsley em um drama da BBC chamado The Scandalous Lady W, baseado no livro Lady Worsley's Whim da historiadora Hallie Rubenhold ; foi ao ar em agosto de 2015. Dormer também interpretou Cressida nos dois últimos filmes da franquia Jogos Vorazes, que foram lançados em 2014 e 2015. Para o papel, ela raspou o lado esquerdo da cabeça. Ambos os filmes foram sucessos financeiros, com o primeiro arrecadando US$ 755,4 milhões e o último arrecadando US$ 658,3 milhões, classificados como os lançamentos de maior bilheteria de Dormer até o momento.
Em agosto de 2016, Dormer trabalhou em The Professor and the Madman ao lado de Mel Gibson e Sean Penn. Dormer estrelou o filme de terror The Forest, produzido pela Lava Bear Films / David S. Goyer, dirigido pelo diretor de videoclipes e curtas-metragens Jason Zada como sua estreia no cinema.

### 2017–presente: Outros empreendimentos e trabalhos atuais
Em setembro de 2014, o Deadline Hollywood anunciou que Dormer foi escalado para o thriller de ação Patient Zero da Screen Gems, ao lado de Matt Smith e do co-estrela de Game of Thrones, John Bradley. O filme foi dirigido pelo cineasta vencedor do Oscar Stefan Ruzowitzky com base em um roteiro de Mike Le.
Dormer retornou ao palco do Theatre Royal Haymarket em outubro de 2017 para o papel principal em Venus in Fur , de David Ives. O Telegraph descreveu sua atuação como "sensacional", enquanto Lyn Gardner diz que Dormer foi "dominante em todos os sentidos". Ela coescreveu o filme In Darkness, lançado em julho de 2018, com seu ex-noivo Anthony Byrne. Cada um descreve a escrita em conjunto como "desafiadora". O filme foi criticado por cenas de "nudez gratuita". Durante uma entrevista com o The Guardian, ela diz "Tem que haver sexo no jogo de poder de um thriller. Afinal, todos nós temos corpos. Neste filme, a cena de fazer amor é uma metáfora para a maneira como meu personagem se conecta com o papel desempenhado por Ed Skrein. A nudez é um bom equalizador, e a cena do chuveiro também mostra as tatuagens no corpo do meu personagem e deixa claro que ela não é bem quem você pensa."
Após seu trabalho de áudio em Neverwhere, um comunicado de imprensa de agosto de 2018 anunciou que Dormer narraria o audiolivro para Harry Potter: A History of Magic da Pottermore Publishing. Sobre o papel, Dormer diz que "sempre adorou os livros de Harry Potter" e foi "divertido se juntar à família do mundo mágico". Em outubro de 2018, ela foi anunciada como Vivien Leigh na minissérie Vivling. A série se concentra nos filmes clássicos de Leigh, incluindo E o Vento Levou e Um Bonde Chamado Desejo. Dormer desenvolveria e produziria o show. Em 2019, ela foi a voz de Onica em The Dark Crystal: Age of Resistance.
Em dezembro de 2019, a produtora de Dormer, Dog Rose Productions, assinou um contrato plurianual de primeira vista com a Fremantle. A minissérie Vivling será a primeira produção de Dormer por meio do acordo. Em 2020, ela estrelou a série da Showtime, Penny Dreadful: City of Angels, desempenhando vários papéis; ela recebeu elogios por seu trabalho na série e foi indicada a um prêmio no Critics' Choice Super Awards. Em 2024, Dormer interpretou Edie Hansen na série de TV de drama policial White Lies, ambientada na Cidade do Cabo, África do Sul.

## Vida Pessoal
Dormer começou um relacionamento com o diretor Anthony Byrne em 2007, após se conhecerem no set de The Tudors. Eles ficaram noivos em 2011. O casal colaborou em In Darkness. Eles terminaram seu relacionamento em 2018.
Desde 2018, Dormer está em um relacionamento com o ator inglês David Oakes, que ela conheceu enquanto aparecia em Venus in Fur. O casal firmou uma parceria civil em fevereiro de 2023 em Bath, Somerset. O casal tem duas filhas.

## Na Mídia

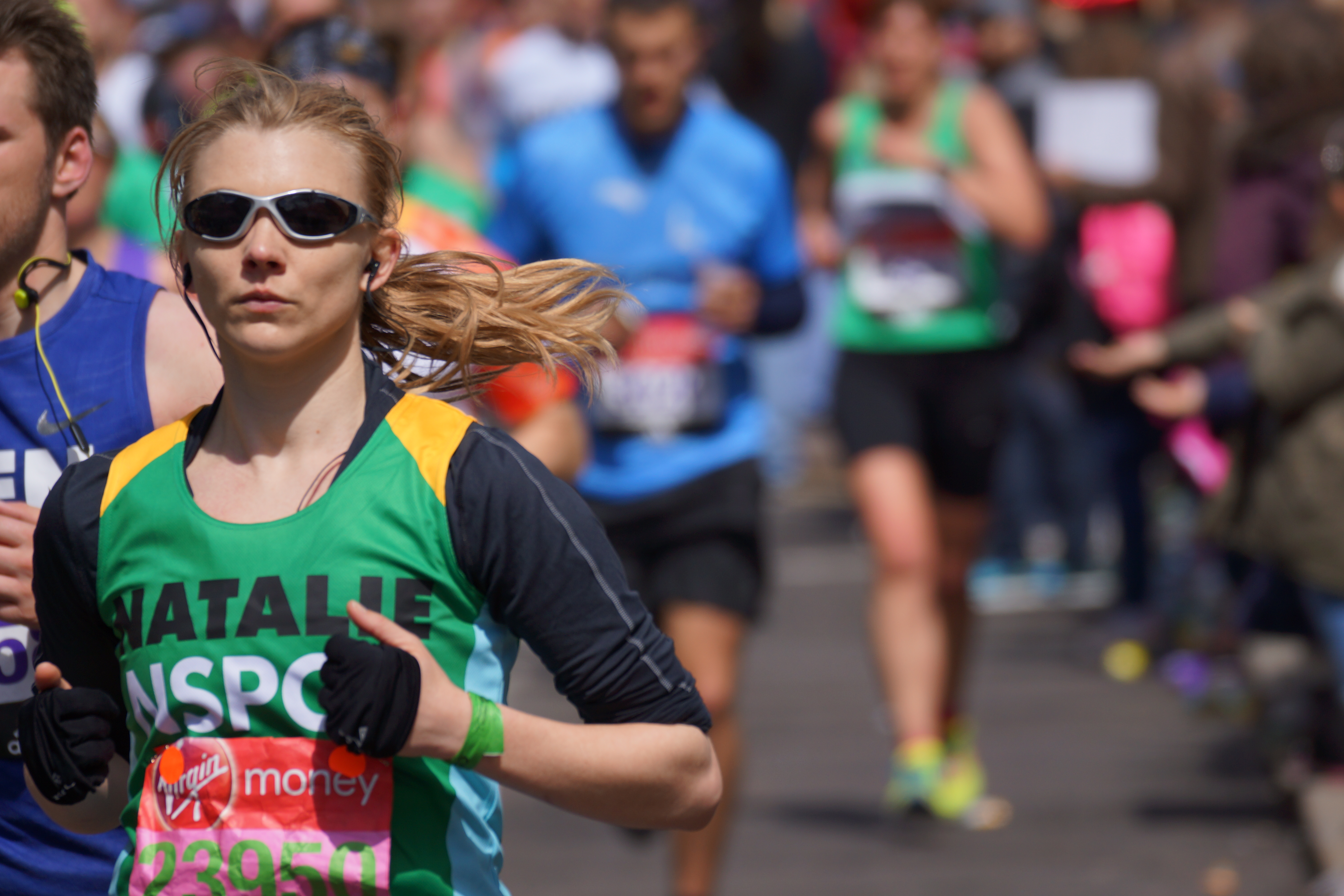
Dormer numa maratona em Londres em 2016

Dormer correu a Maratona de Londres em 2014, em apoio à Barnardo's , e em 2016, desta vez ao lado de outros 900 corredores, todos em apoio à NSPCC e à Childline. Desde que correu a maratona, ela tem se envolvido fortemente no apoio ao trabalho da NSPCC em geral, e da Childline em particular.
No Dia Mundial Humanitário de 2016, Dormer fez um discurso na sede das Nações Unidas para "destacar a situação dos refugiados". Dormer destacou a violência sofrida por mulheres e meninas e exigiu que homens e meninos se "envolvessem" na conversa. Em 2017, retornando às suas raízes feministas, Dormer foi de férias para a Tanzânia com a organização humanitária e de desenvolvimento Plan International para proibir o casamento infantil.
Em uma entrevista de 2018, Dormer disse que não usa mídias sociais devido à preocupação de ser mal interpretada. Sobre suas aparições em filmes e televisão onde atuou nua, Dormer disse: "Para esclarecer as coisas, nunca me senti confortável fazendo cenas de sexo ou nudez. Você está brincando? Quantas pessoas estariam? Minha especificação de trabalho é encontrar motivação no texto. Recusei papéis envolvendo sexo, apenas por causa da forma como sou mal representada. Tenho medo de perpetuar essa imagem de isca de cliques de mim."
Em 2019, Dormer foi nomeada embaixadora da NSPCC para a Childline e começou sua função passando a noite no call center da Childline em Londres. Ela apoiou o Serviço de Canto de Natal da NSPCC em 2020 e em agosto de 2021 foi anunciado que ela gravaria o audiolivro para Pantosaurus and the Power Of PANTS , o livro da NSPCC para crianças projetado para dar às famílias uma maneira apropriada para a idade de discutir o consentimento.
Em 2021, ela apareceu no podcast da fundadora da Childline, Dame Esther Rantzen, para apoiar a instituição de caridade, dizendo: "Eu realmente acredito, além das mudanças climáticas, que as crianças são a coisa mais importante e é um escândalo absoluto que não coloquemos nossos filhos em primeiro lugar em tudo... O slogan da NSPCC é 'Vale a pena lutar por cada infância'; eu acredito nisso fortemente." Em 2024, ela foi nomeada membro honorário do conselho da NSPCC.

## Filmografia

### Cinema
| Ano  | Nome                                  | Personagem              | Observações    |
| ---- | ------------------------------------- | ----------------------- | -------------- |
| 2005 | Casanova                              | Victoria                |                |
| 2008 | Flawless                              | Cassie                  |                |
| 2009 | Fencewalker                           |                         |                |
| 2011 | Captain America: The First Avenger    | Lorraine                |                |
| 2013 | Rush                                  | Gemma                   |                |
| 2013 | The Counselor                         | A Loira                 |                |
| 2014 | The Hunger Games: Mockingjay - Part 1 | Cressida                |                |
| 2015 | The Hunger Games: Mockingjay - Part 2 | Cressida                |                |
| 2016 | The Forest                            | Sara Price / Jess Price |                |
| 2016 | The Roof                              | Fã                      | Curta-metragem |
| 2017 | Patient Zero                          | Dr. Gina Rose           |                |
| 2017 | In Darkness                           | Sofia                   |                |
| 2019 | The Professor and the Madman          | Eliza Merrett           |                |
| 2019 | Pets United                           | Belle                   |                |

### Televisão
| Ano       | Nome                                | Personagem           | Notas                                    |
| --------- | ----------------------------------- | -------------------- | ---------------------------------------- |
| 2005      | Distant Shores                      | Mobile Woman         | 1 episódio                               |
| 2006      | Rebus                               | Phillippa Balfour    | 1 episódio                               |
| 2007-2008 | The Tudors                          | Ana Bolena           | Série de televisão, duas temporadas      |
| 2008      | Marple: Why Didn't They Ask Evans?  | Moria Nicholson      | 1 episódio, "Why Didn't They Ask Evans?" |
| 2011      | Silk                                | Niamh Cranitch       | 6 episódios                              |
| 2011      | The Fades                           | Sarah Etches         | 6 episódios                              |
| 2012-2016 | Game of Thrones                     | Margaery Tyrell      | 26 episódios                             |
| 2013      | Elementary                          | Irene Adler          | 3 episódios                              |
| 2015      | The Scandalous Lady W               | Lady Seymour Worsley | Filme de televisão                       |
| 2018      | Picnic at Hanging Rock              | Mrs Hester Appleyard | 6 episódios                              |
| 2019      | The Dark Crystal: Age of Resistance | Onica (voz)          | 10 episódios                             |
| 2020      | Penny Dreadful: City of Angels      | Magda                | Elenco principal                         |